# Xarnego

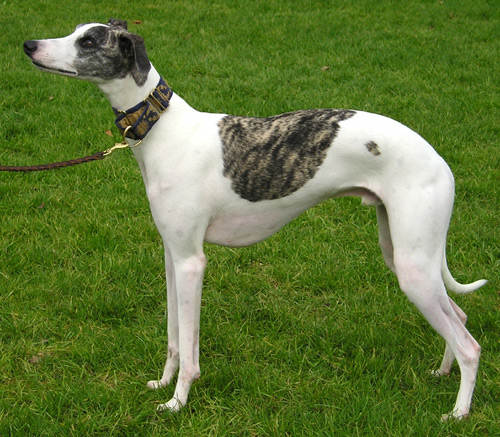
Un gos llebrer.

Xarnego o xarnec és un mot despectiu, d'ús als Països Catalans, amb un significat que ha anat variant al llarg del temps, des de gos llebrer a fill d'una persona catalana i d'una no catalana, especialment francesa, persona castellanoparlant que viu a Catalunya, immigrant castellanoparlant a Catalunya o persona de llengua castellana no adaptada lingüísticament al català.

## Origen
El mot té l'origen en el castellà lucharniego o nocharniego ('nocturn'), aplicat a gossos de caça nocturna. En gascó, charnègo, va prendre el sentit de mestís o foraster no adaptat. Durant el segle xvi es va produir a Catalunya una forta immigració francesa, sobretot occitana i gascona, i es va importar la paraula aplicada als fills de parelles mixtes. També és probable l'ús del mot xarnego abans d'aquesta data ja es fes present al domini lingüístic catalanoparlant. A Mallorca, amb el sentit 3, 4 i 5, s'usa la paraula 'foraster'. Al País Valencià, s'usa xurro per denominar els castellanoparlants de determinades zones de l'antic Regne de València d'origen aragonès, i el mot és igualment afectuós i pejoratiu: els valencians que no saben parlar valencià. Per extensió, s'usa per denominar aquells que vivint a València no parlen valencià, tot i que el mot cau en desús. Els valencians també usen el terme foraster, però per denominar els immigrants, en un sentit ampli i no lingüístic, i fins que s'integren. Quant al mot xarnego, es coneix el mot però en el sentit de mestís. En aquest sentit, per als valencians, els murcians eren xarnegos, pel seu origen català i la barreja pregona amb castellans i, per tant, mestissos.
Durant les dècades de 1950 i 1960, amb una forta immigració castellanoparlant, a Catalunya va generalitzar-se'n el seu ús per adreçar-se despectivament a residents castellanoparlants. Francesc Candel descriu la situació a Els altres catalans (1964). Més tard ell mateix s'autodefineix com Un charnego en el senado (1979). A partir de la dècada de 1970, amb la immigració estabilitzada, la recuperació democràtica i l'esforç polític d'integració social, el terme cau en desús.

## Ús actual
El mot havia caigut en desús, però ha estat recuperat per diferents sectors de la societat i amb intencions contràries, sobretot per la dreta espanyola de fora de Catalunya. A tall d'exemple, en una conversa privada, però enregistrada per una càmera de televisió, el gener del 2006 al madrileny bar del Club Siglo XXI entre Jordi Sevilla (ministre d'administracions públiques del PSOE) i José María Fidalgo (secretari general de CCOO), Sevilla va assegurar que José Montilla (en aquell moment ministre d'indústria del PSC) no tenia opcions a ser candidat a la Presidència de Generalitat per ser xarnego. No obstant això, finalment José Montilla, el candidat del PSC a les eleccions al Parlament de Catalunya de 2006, es va convertir el 128è president de la Generalitat de Catalunya.
Encara que sempre ha tingut un caràcter despectiu, més lingüístic que racial, diverses personalitats s'han declarat xarnegues per reivindicar una situació de normalitat social. Uns dels primers a fer-ho van ser Pasqual Maragall del PSC, Josep-Lluís Carod-Rovira d'ERC i Joan Manuel Serrat. L'any 2016 el diputat d'ERC, Gabriel Rufián, en un ple del Congrés dels Diputats al president del govern espanyol, Pedro Sánchez: «Heus aquí la seva derrota i la nostra victòria, perquè sóc xarnego i independentista.».
Malgrat aquestes poques excepcions que pretenen donar-li un caràcter reivindicatiu positiu, la realitat és que encara avui dia la paraula 'xarnego' conserva el seu caràcter pejoratiu entre la immensa majoria de la població catalana. A tall d'exemple, són la quantitat de crítiques que va rebre la comissària del Festival de Cultura Txarnega, Brigitte Vasallo, quan va anunciar la primera edició del Festival de Cultura Txarnega [sic].